# سامرویل (کارولینای جنوبی)
سامرویل(به انگلیسی: Summerville) شهری در ایالت کارولینای جنوبی کشور ایالات متحده آمریکا است که جمعیت آن در سرشماری سال ۲۰۱۰ میلادی، ۴۳٬۳۹۲ نفر بوده‌است.